# جائزة بلجيكا الكبرى 2001
جائزة بلجيكا الكبرى 2001 (بالإنجليزية: 2001 Belgian Grand Prix)‏ هو سباق فورمولا 1 أقيم بتاريخ 2 سبتمبر 2001 في حلبة دي سبا فرانكورشومب. كان الرابع عشر من أصل 17 في بطولة العالم لسباقات الفورمولا واحد موسم 2001. حلّ الألماني مايكل شوماخر أولا بينما جاء البريطاني ديفيد كولتهارد في المركز الثاني وحصل على المركز الثالث الإيطالي جانكارلو فيزيكيلا.